# Hwang Chan-sung
Hwang Chan-sung (Hangul: 황찬성, Hanja:黃燦盛, sinh ngày 11 tháng 2 năm 1990),  thường được gọi là Chansung, là một ca sĩ, rapper và diễn viên người Hàn Quốc, thành viên của nhóm nhạc 2PM. Anh là người trẻ nhất, hoặc em út (막내), của nhóm. Chansung ra mắt với tư cách là một diễn viên trong bộ phim hài năm 2006 của đài MBC "Unstoppable High Kick", và đã tiếp tục đóng bộ phim truyền hình Nhật Bản Kaito Royale.

## Tiểu sử
Chansung được sinh ra tại Seoul, Hàn Quốc, nơi anh vẫn sống. Chansung được đào tạo tại trường trung học Nghệ thuật Hàn Quốc và Đại học Howon.

## Sự nghiệp

### Trước khi ra mắt
Trước khi trở thành một ca sĩ trong 2PM, Chansung đã đóng một bộ phim hài trong năm 2006 "Unstoppable High Kick" của đài MBC và sau đó là bộ phim truyền hình KBS2 2008 "Jungle Fish". Cũng trong thời gian này, vào năm 2006, ông tham gia thử giọng, một trong hàng chục thí sinh (bao gồm cả thành viên ban nhạc tương lai của mình Lee Junho và Taecyeon) để cạnh tranh trong chương trình "Superstar Survival".

### Sự nghiệp âm nhạc
Năm 2008, anh tham gia Hot Blood Men của Mnet  13 học viên được đào tạo khắc nghiệt để trở thành thành viên của nhóm nhạc One Day. One Day được chia ra thành 2 nhóm nhạc nhỏ, 2PM và 2AM, Chansung đã trở thành một thành viên trong nhóm đó. Sáu tháng sau khi Hot Blood được phát sóng trên truyền hình, 2PM ra mắt với đĩa đơn đầu tiên của họ "10 점 만점 에 10 점" ("10 Points out of 10 Points")  từ EP đầu tiên của họ "Hottest Time of the Day", nhưng nó không thành công cho đến khi EP thứ hai 2:00 PM Time For Change họ đã thành công trong ngành công nghiệp âm nhạc Hàn Quốc. Cho đến nay, 2PM đã phát hành ba album phòng thu và ba EP.

## Đời tư
Chansung nói thông thạo tiếng Hàn, tiếng Nhật trung cấp và tiếng Anh cơ bản. Anh cũng là một võ sĩ được đào tạo, đã đạt được cấp bậc cao trong Taekwondo và Kumdo. Chansung tiết lộ trên Our Neighborhood Arts and Sports Education rằng anh có một đai đen cấp 3 môn Taekwondo. Vào ngày 1 tháng 6 năm 2012, JYP Entertainment thông báo qua Twitter chính thức của họ rằng Chansung sẽ mở một trung tâm thể dục với huấn luyện viên thể hình của anh, Hwang Mo. Trung tâm thể dục được đặt tại Nonhyun-dong (논현동), Seoul.
Chansung nhập ngũ để thực hiện nghĩa vụ quân sự bắt buộc vào ngày 11 tháng 6 năm 2019, và đã xuất ngũ vào ngày 5 tháng 1 năm 2021.
Vào ngày 15 tháng 12, 2021, nó đã được thông báo rằng Chansung sẽ kết hôn vào đầu năm sau và vợ anh đang mang thai đứa con đầu lòng của họ.

## Danh sách phim
| Năm  | Tiêu đề                | Vai trò | Phòng thu |
| ---- | ---------------------- | ------- | --------- |
| 2013 | Red Carpet (quay phim) | Daeyun  |           |

### Phim điện ảnh
| Năm  | Tên phim        | Tên Tiếng Việt  | Vai diễn               |
| ---- | --------------- | --------------- | ---------------------- |
| 2017 | Midnight runner | Cảnh sát tập sự | Hwang Chansung (cameo) |

### Phim truyền hình
| Năm     | Tên phim                                                 | Tên tiếng Hàn           | Kênh phát sóng | Vai diễn                                                                    | Ghi chú              | Tham khảo     |
| ------- | -------------------------------------------------------- | ----------------------- | -------------- | --------------------------------------------------------------------------- | -------------------- | ------------- |
| 2006    | Unstoppable High Kick                                    |                         | MBC            | Chansung                                                                    |                      |               |
| 2008    | Jungle Fish                                              |                         | KBS2           | Park Young Sam                                                              |                      |               |
| 2011    | Dream High                                               |                         | KBS2           | Oh-sun's imaginary boyfriend                                                | Cameo (Ep 12)        |               |
| 2011    | Kaito Royable                                            |                         | TBS            | Jack                                                                        |                      |               |
| 2013    | 7th Grade Civil Servant                                  |                         | MBC            | Gong Do-ha                                                                  |                      |               |
| 2013    | Your Noir                                                |                         | KBS2           | Kim Hyung-joo                                                               |                      |               |
| 2016    | My Horrible Boss                                         |                         | JTBC           | Nam Bonggi                                                                  |                      |               |
| 2016    | Dr. Romantic                                             |                         | SBS            | Young Gyun                                                                  | Cameo (ep 8, 11, 12) |               |
| 2017    | Suspicious Partner                                       |                         | SBS            | Jang Hee-joon                                                               | Cameo (ep 1)         |               |
| 2017    | Queen for Seven Days                                     |                         | KBS2           | Seo-no                                                                      |                      |               |
| 2018    | What's Wrong With Secretary Kim?                         |                         | tvN            | Go Gwinam                                                                   |                      |               |
| 2019    | Touch Your Heart                                         |                         | tvN            | Chansung                                                                    |                      |               |
| 2021    | Vincenzo                                                 | 빈센조                  | tvN            | vai chính của bộ phim truyền hình UCN "The Age of Stray Dogs and Wild Dogs" | Cameo (tập 12)       | [ 10 ]        |
| 2021–22 | Phía sau khung cửa sổ (Show Window: The Queen's House)   | 쇼윈도: 여왕의 집       | Channel A      | Han Jung-won                                                                | Vai chính            | [ 11 ] [ 12 ] |
| 2022    | Bây giờ, chúng ta đang chia tay (Now We Are Breaking Up) | 지금, 헤어지는 중입니다 | SBS            | Kim Soo-min                                                                 | Cameo (tập 16)       | [ 13 ]        |

### Web series
| Năm  | Tên phim                                           | Tên tiếng Hàn                 | Nền tảng                 | Vai diễn        | Ghi chú       | Tham khảo |
| ---- | -------------------------------------------------- | ----------------------------- | ------------------------ | --------------- | ------------- | --------- |
| 2015 | Dream Knight                                       |                               | Naver TV Cast            | Hwang Chan-sung | Cameo (tập 3) |           |
| 2018 | Secret Queen Makers                                | 퀸카메이커                    | Naver TV Cast và YouTube | Chansung        | Vai chính     |           |
| 2020 | Holo, tình yêu của tôi (My Holo Love)              | 나 홀로 그대                  | Netflix                  | Baek Chansung   | Vai phụ       |           |
| 2021 | Tôi và anti-fan kết hôn (So I Married the AntiFan) | 그래서 나는 안티팬과 결혼했다 | Naver TV                 | JJ              | Vai chính     | [ 14 ]    |

### Nhạc kịch
| Năm  | Tên phim                    | Tên tiếng việt | Vai diễn | Ghi chú |
| ---- | --------------------------- | -------------- | -------- | ------- |
| 2017 | My Love, My Bride           |                | Youngmin |         |
| 2017 | Altar Boyz (Korean Version) |                | Matthew  |         |
| 2017 | Interview                   |                | Sinclair |         |
| 2018 | Smoke                       |                | Hae      |         |

## Giải thưởng và đề cử
| Năm  | Giải thưởng         | Danh mục          | Việc đề cử                            | Kết quả |
| ---- | ------------------- | ----------------- | ------------------------------------- | ------- |
| 2013 | allkpop Awards      | Hwang Chansung    | Nam diễn viên thần tượng tốt nhất Hóa | Đề cử   |
| 2014 | 2 DramaFever Awards | Hottest Eye Candy | 7 Grade Civil Servant                 | Đề cử   |

## Chương trình thực tế
| Năm  | Tiêu đề                                        | Kênh           | Ghi chú                                          |
| ---- | ---------------------------------------------- | -------------- | ------------------------------------------------ |
| 2006 | Superstar Survival                             | SBS            |                                                  |
| 2006 | Unstoppable High Kick                          | MBC            |                                                  |
| 2008 | Hot Blood                                      | Mnet           |                                                  |
| 2008 | Idol Army Season 3                             | MBC            |                                                  |
| 2008 | Kko Kko Tour Season 2                          | KBS2           |                                                  |
| 2009 | Inkigayo                                       | SBS            |                                                  |
| 2009 | 2PM Wild Bunny                                 | Mnet           |                                                  |
| 2010 | Star Golden Bell                               | KBS2           | Với SNSD, SHINee, 2PM, 2AM                       |
| 2010 | Idol Championship                              | MBC            | 25/09/2010                                       |
| 2010 | Strong Heart                                   | SBS            | Với Junho 17/08/2010                             |
| 2010 | Let's go! Dream Team Season 2                  | KBS2           | Ep 57, 59 (cả 2PM tham gia)                      |
| 2010 | Let's go! Dream Team Season 2                  | KBS2           | Ep 30, 31, 56, 60                                |
| 2010 | Yoo Hee Yeol's Sketchbook                      | KBS            | Ep.40 với 2PM quảng bá "Heart beat"              |
| 2010 | Sebakwi                                        |                | Với 2PM và 2AM                                   |
| 2010 | Win win                                        | KBS            | Với 2PM và 2AM                                   |
| 2010 | Happy Together                                 | KBS2           | Với Nichkhun                                     |
| 2010 | Happy Together                                 | KBS2           | Với 2PM                                          |
| 2010 | We got married                                 | MBC            | Khuntoria (ep 30, 31, 32, 33, 36, 51, 54)        |
| 2011 | Star Golden Bell season 2                      | KBS2           | Junho, Nichkhun, Chansung, Wooyoung              |
| 2011 | Let's go! Dream Team Season 2                  | KBS2           | Ep 91 cả 2PM tham gia                            |
| 2011 | Let's go! Dream Team Season 2                  | KBS2           | Ep 62, 63, 101, 102                              |
| 2011 | Idol Star Swimming and Athletics Championships | MBC            | Với 2PM                                          |
| 2011 | Entertainment Weekly Star Date                 | SBS            | Với 2PM quảng bá Hands up                        |
| 2011 | 2PM Show                                       | SBS            |                                                  |
| 2011 | Happy Together                                 | KBS2           | Với 2PM, After School                            |
| 2012 | God of Victory                                 |                | 2PM với Shinhwa                                  |
| 2012 | Goguma Historical Variety                      | SBS            | Chansung, Taecyeon                               |
| 2013 | A Song For You From 2PM                        | KBS            |                                                  |
| 2013 | Running Man                                    | SBS            | Ep 150                                           |
| 2013 | Let's go! Dream Team Season 2                  | KBS2           | Với 2PM                                          |
| 2013 | 2PM Returns                                    | MBC            |                                                  |
| 2013 | Yoo Hee Yeol's Sketchbook                      | KBS            | Với 2PM quảng bá album "Grown"                   |
| 2013 | Entertainment Weekly Guerilla Date             |                | Với 2PM quảng bá album "Grown"                   |
| 2013 | The Human Condition (Cuộc sống không có điện)  | KBS2           | Với 2PM                                          |
| 2013 | Gag Concert                                    | KBS2           | Với 2PM                                          |
| 2013 | Radio Star                                     | MBC            | Với 2PM                                          |
| 2013 | 2PM IS BACK                                    | LINE Star Chat | Với 2PM                                          |
| 2013 | Cultwo                                         | SBS            | Với 2PM                                          |
| 2013 | Hello Counselor/ Annyeonghaseyo                | KBS2           | Với 2PM                                          |
| 2014 | Running Man                                    | SBS            | Ep 162                                           |
| 2014 | I GOT7                                         | SBS            | Ep 2                                             |
| 2014 | If you love season 1                           |                | Chansung <3 Liễu Nham                            |
| 2014 | Beatles Code Season 2                          |                | Ep 63                                            |
| 2014 | We got married                                 | MBC            | Wooyoung <3 Se-young (ep 1, ep 19, ep 20, ep 29) |
| 2014 | After School Club                              | Arirang TV     | Ep.103 (với Nichkhun, Wooyoung)                  |
| 2015 | Running Man                                    | SBS            | Ep 195                                           |
| 2015 | If you love season 2                           |                | Ep 4                                             |
| 2015 | Let's go Dream Team                            | KBS2           | Ep 300 tập đặc biệt Trung- Hàn                   |
| 2015 | Idol Star Athletics Championships 2015         | MBC            | 19/02/2015, với Nichkhun                         |
| 2015 | Oven radio                                     | 1TheK          | Với 2PM                                          |
| 2015 | Entertanment Weekly                            | SBS            | Với 2PM                                          |
| 2015 | Running Man                                    | SBS            | 201                                              |
| 2015 | Running Man                                    | SBS            | 210                                              |
| 2016 | Law of the Jungle                              | SBS            | Ep 203- 211                                      |
| 2016 | Entertanment Weekly                            | SBS            | 26/09/2016 với 2PM                               |
| 2016 | Kiss the Radio                                 | KBS            | 13/09/2016, 2PM trừ Jun. K                       |
| 2016 | Running Man                                    | SBS            | Ep 256                                           |
| 2017 | Wild Beat                                      |                | 2PM đi du lịch bụi với nhau                      |
| 2017 | Running Man                                    | SBS            | Ep 318                                           |
| 2017 | Radio star                                     | MBC            | Ep 539                                           |
| 2017 | I live alone                                   | MBC            | Với Junho                                        |
| 2021 | I live alone                                   | MBC            | Ep.381 với Wooyoung                              |
| 2021 | MMTG                                           | Youtube        | Ep.194,195,196 (với 2PM)                         |
| 2021 | Knowing Bros                                   | JTBC           | Ep.287 với 2PM                                   |
| 2021 | 2PM Comeback Show                              | Mnet (Youtube) |                                                  |
| 2021 | Free Hug                                       | Naver          | Ep.11 với Nichkhun                               |
| 2021 | Wheeling Camp 2                                | tvND           | Ep.2 (với Wooyoung)                              |